# Kandy (Distrikt)
Koordinaten: 7° 18′ N, 80° 38′ O
Kandy (singhalesisch මහනුවර දිස්ත්‍රික්කය  Mahanuvara distrikkaya; Tamil கண்டி மாவட்டம் Kaṇṭi māvaṭṭam) ist ein Distrikt in der Zentralprovinz in Sri Lanka. Der Hauptort ist Kandy.

## Geografie
Der Distrikt Kandy liegt im Zentrum der Insel und gehört zur Zentralprovinz. Nachbardistrikte sind Kurunegala im Nordwesten, Matale im Norden, Badulla im Osten, Nuwara Eliya im Süden und Kegalle im Westen.
Der Distrikt Kandy hat eine Fläche von 1940 Quadratkilometern (davon 1917 Quadratkilometer Land und 23 Quadratkilometer Binnengewässer). Damit ist er flächenmäßig auf Rang 16 der Distrikte Sri Lankas.

## Bevölkerung
Nach der Volkszählung 2012 hat der Distrikt Kandy 1.375.382 Einwohner. Mit 717 Einwohnern pro Quadratkilometer liegt die Bevölkerungsdichte deutlich über dem Durchschnitt Sri Lankas (325 Einwohner pro Quadratkilometer). Von den Bewohnern waren 655.791 (47,68 %) männlichen und 719.591 (52,32 %) weiblichen Geschlechts. Die Bevölkerung ist ausgesprochen jung. Dies verdeutlicht ein Blick auf die Altersverteilung.
| Alter  | 0–9 Jahre | 10–19 Jahre | 20–29 Jahre | 30–39 Jahre | 40–49 Jahre | 50–59 Jahre | 60–79 Jahre | 80 Jahre und mehr |
| Anzahl | 237.346   | 223.587     | 195.243     | 191.964     | 180.884     | 160.325     | 165.702     | 20.331            |
| Anteil | 17,26 %   | 16,26 %     | 14,20 %     | 13,96 %     | 13,15 %     | 11,66 %     | 12,05 %     | 1,48 %            |

### Bevölkerung des Distrikts nach Volksgruppen
Die Singhalesen stellen die Bevölkerungsmehrheit der Einwohnerschaft des Distrikts Kandy. Doch gibt es große Minderheiten anderer Volksgruppen.
Singhalesen
Mehr als 70 % der Bewohner gehören zur Volksgruppe der Singhalesen. In sechzehn von zwanzig Divisions stellen sie die Bevölkerungsmehrheit. In den Divisions Akurana, Delthota, Panwila und Pasbage Korale sind sie in der Minderheit gegenüber den anderen Volksgruppen. Doch nur in Akurana und Panwila sind sie nur die zweitgrößte Ethnie. Auch die Division Udapalatha (55,91 % Singhalesen) ist ethnisch gemischt. Der singhalesische Bevölkerungsanteil bewegt sich zwischen 29,75 % in Akurana und 99,28 % in Minipe.
Moors
Zweitstärkste Volksgruppe und somit größte Minderheit sind die Moors oder tamilischsprachigen Muslime. Sie bilden die stärkste Bevölkerungsgruppe in der Division Akurana (63,43 %). Auch in den Divisions Delthota (24,77 % Moors), Udunuwara (24,37 %), Pathadumbara (22,64 %), Udapalatha (22,04 %), Poojapitiya (16,33 %) und Pasbage Korale (14,49 %) sind sie weit überdurchschnittlich vertreten. In den beiden Divisions Minipe und Udadumbara dagegen leben nur vereinzelte Angehörige ihrer Volksgruppe. Ihr Anteil bewegt sich zwischen 0,60 % in Minipe und 63,43 % in Akurana.
Indische Tamilen
Die indischstämmigen Tamilen sind Nachfahren von Einwanderern aus Indien während der britischen Kolonialherrschaft. Bei der Volkszählung 1946 betrug ihr Bevölkerungsanteil im Distrikt Kandy noch 29,2 %. Dieser Wert stieg 1953 auf 30,2 % (oder 255.914 Personen) und sank bis 1971 langsam auf 24,1 % (oder 286.225 Menschen). In den 1970er-Jahren mussten viele Angehörige dieser Volksgruppe Sri Lanka den Rücken kehren und nach Indien übersiedeln. Deshalb zählte man bei der Volkszählung 1981 nur noch 98.436 Angehörige ihrer Gemeinschaft (1971–1981: – 187.789 oder – 65,6 %). Heute sind sie noch in den Divisions Panwila (49,50 % Indische Tamilen), Pasbage Korale (29,34 %) und Delthota (21,21 %) weit überdurchschnittlich vertreten. Ihr Anteil bewegt sich zwischen 0,01 % in Minipe und 49,50 % in Panwila.
Sri-lankische Tamilen
Die sri-lankischen Tamilen stellen nur die viertgrößte Volksgruppe. Überdurchschnittlich vertreten sind sie in den Divisions Delthota (13,78 % Sri-lankische Tamilen) und Kandy Four Gravets & Gangawata Korale (9,59 %). Mit Ausnahme der Division Minipe leben sie in allen zwanzig Divisions. Ihr Anteil bewegt sich zwischen 0,09 % in Minipe und 13,78 % in Delthota.
Übrige Volksgruppen
Die Malaien, Burgher, Sri Lanka Chetties und Bharathas sind kleine Minderheiten. Sie leben verstreut in allen Divisions des Distrikts Kandy. Doch sind zahlreiche Angehörige  der Burgher (916 Personen oder 38,4 % ihrer Ethnie) und Malaien (901 Personen oder 36,9 % ihrer Ethnie) in der Division Kandy Four Gravets & Gangawata Korale zuhause. Fast ganz verschwunden ist die  Volksgruppe der Indischen Moors (1946 noch 0,65 % der Bewohner oder 4.600 Menschen).
| Jahr                                                    | Singhalesen1 | Singhalesen1 | Sri-Lanka-Tamilen2 | Sri-Lanka-Tamilen2 | Tamilen2 | Tamilen2 | Moors3  | Moors3  | Burgher | Burgher | Malaien | Malaien | Andere4 | Andere4 | Gesamt    | Gesamt   |
| Jahr                                                    | No.          | %            | No.                | %                  | No.      | %        | No.     | %       | No.     | %       | No.     | %       | No.     | %       | No.       | %        |
| ------------------------------------------------------- | ------------ | ------------ | ------------------ | ------------------ | -------- | -------- | ------- | ------- | ------- | ------- | ------- | ------- | ------- | ------- | --------- | -------- |
| 1981                                                    | 778.801      | 74,29 %      | 52.791             | 5,04 %             | 98.436   | 9,39 %   | 109.779 | 10,47 % | 2.122   | 0,20 %  | 2.755   | 0,26 %  | 3.633   | 0,35 %  | 1.048.317 | 100,00 % |
| 2001                                                    | 947.900      | 74,11 %      | 52.052             | 4,07 %             | 103.622  | 8,10 %   | 168.049 | 13,14 % | 2.128   | 0,17 %  | 2.668   | 0,21 %  | 2.609   | 0,20 %  | 1.279.028 | 100,00 % |
| 2012                                                    | 1.023.488    | 74,41 %      | 69.210             | 5,03 %             | 85.111   | 6,19 %   | 191.570 | 13,93 % | 2.384   | 0,17 %  | 2.444   | 0,18 %  | 1.175   | 0,09 %  | 1.375.382 | 100,00 % |
| Quelle: Volkszählungen in Sri Lanka 1981, 2001 und 2012 |              |              |                    |                    |          |          |         |         |         |         |         |         |         |         |           |          |

1 Tiefland- und Kandy-Singhalesen zusammen2 Sri-Lanka-Tamilen und indische Tamilen separat 3 nur sri-lankische Moors4 davon 2001 349 Sri Lanka Chetties und 49 Bharathas; 2012 91 Sri Lanka Chetties und 33 Bharathas

### Bevölkerung des Distrikts nach Bekenntnissen
Die Verteilung der Glaubensbekenntnisse ist großteils ein Spiegelbild der ethnischen Verhältnisse. Der Buddhismus ist wegen der singhalesischen Bevölkerungsmehrheit die stärkste Religionsgruppe. An zweiter Stelle steht der Islam, dem die Moors und Malaien angehören. Der Hinduismus, dem die Mehrheit der sri-lankischen und indischen Tamilen angehört, ist im Distrikt Kandy nur die drittstärkste Glaubensgemeinschaft. Trotz zahlreicher Rückübertritte – vom Christentum zum Buddhismus – von Singhalesen in den vergangenen zweihundert Jahren übersteigt das Christentum die Zahl der Burgher und Sri Lanka Chetties. In der Division Kandy Four Gravets & Gangawata Korale leben mehrere Tausend singhalesische Christen. Dazu kommen distriktweit noch rund 20.000 tamilische Christen. Dennoch ist das Christentum nur die viertstärkste Religionsgemeinschaft des Distrikts.
| Jahr                                                    | Buddhisten | Buddhisten | Hindus  | Hindus  | Muslime | Muslime | Katholiken | Katholiken | andere Christen | andere Christen | Andere | Andere | Gesamt    | Gesamt   |
| Jahr                                                    | No.        | %          | No.     | %       | No.     | %       | No.        | %          | No.             | %               | No.    | %      | No.       | %        |
| ------------------------------------------------------- | ---------- | ---------- | ------- | ------- | ------- | ------- | ---------- | ---------- | --------------- | --------------- | ------ | ------ | --------- | -------- |
| 1981                                                    | 771.435    | 73,59 %    | 132.943 | 12,68 % | 115.941 | 11,06 % | 20.067     | 1,91 %     | 7.498           | 0,72 %          | 433    | 0,04 % | 1.048.317 | 100,00 % |
| 2001                                                    | 937.001    | 73,26 %    | 134.438 | 10,51 % | 173.590 | 13,57 % | 23.232     | 1,82 %     | 10.330          | 0,81 %          | 437    | 0,03 % | 1.279.028 | 100,00 % |
| 2012                                                    | 1.009.220  | 73,38 %    | 133.744 | 9,72 %  | 197.076 | 14,33 % | 22.379     | 1,63 %     | 12,798          | 0,93 %          | 165    | 0,01 % | 1.375.382 | 100,00 % |
| Quelle: Volkszählungen in Sri Lanka 1981, 2001 und 2012 |            |            |         |         |         |         |            |            |                 |                 |        |        |           |          |

### Bevölkerungsentwicklung
Die Bevölkerung des Distrikts Kandy wächst seit der Jahrtausendwende für sri-lankische Verhältnisse unterdurchschnittlich. Zwischen 1971 und 1981 sank die Einwohnerzahl, weil damals viele indischstämmige Tamilen und Moors zur Auswanderung gezwungen wurden. Im Zeitraum von 2001 bis 2012 (den beiden letzten Volkszählungsjahren) betrug der Zuwachs 96.354 Menschen. Dies ist ein Wachstum von 7,53 %. Seit der Unabhängigkeit hat die Einwohnerschaft nur um 93,3 % zugenommen.

### Bedeutende Orte
Der Distrikt ist ländlich geprägt. Nur Kandy hat Großstadtcharakter. Gampola ist eine mittelgroße Stadt und die beiden nächstgrößeren Städte sind bereits Kleinstädte.

## Verwaltung
Der Vorsteher des Distrikts trägt den Titel District Secretary. Der Distrikt ist weiter in 20 Divisionen (unter einem Division Secretary) unterteilt. Die Städte und größeren Orte haben eine eigene Verwaltung (Gemeindeparlament oder Gemeinderat). Es gibt 1188 Dorfverwaltungen (Grama Niladharis) für die 2758 Dörfer im gesamten Distrikt.
| Name                                  | Hauptort          | Einwohner 2012 | Fläche in km² | Dichte | GN    | Dörfer |
| ------------------------------------- | ----------------- | -------------- | ------------- | ------ | ----- | ------ |
| Akurana                               | Akurana           | 63.397         | 31            | 2.045  | 35    | 90     |
| Delthota                              | Karagaskada North | 30.345         | 49            | 619    | 29    | 72     |
| Doluwa                                | Doluwa            | 49.842         | 95            | 525    | 33    | 137    |
| Ganga Ihala Korale                    | Malwatthagama     | 55.254         | 94            | 588    | 31    | 145    |
| Harispattuwa                          | Nugawela          | 88.177         | 49            | 1.800  | 84    | 139    |
| Hatharaliyadda                        | Hatharaliyadda    | 29.986         | 62            | 484    | 57    | 122    |
| Kandy Four Gravets & Gangawata Korale | Kandy             | 158.561        | 59            | 2.687  | 64    | 92     |
| Kundasale                             | Maharathenna East | 127.070        | 81            | 1.569  | 80    | 253    |
| Medadumbara                           | Vilamuna          | 61.034         | 196           | 311    | 94    | 222    |
| Minipe                                | Hasalaka          | 51.883         | 250           | 208    | 48    | 110    |
| Panwila                               | Panvila           | 26.294         | 93            | 283    | 14    | 57     |
| Pasbage Korale                        | Balanthota North  | 59.917         | 122           | 491    | 29    | 92     |
| Pathadumbara                          | Pitiyegedara      | 88.725         | 51            | 1.740  | 52    | 126    |
| Pathahewaheta                         | Thalathuoya East  | 58.188         | 84            | 693    | 73    | 212    |
| Pujapitiya                            | Palipana          | 57.914         | 59            | 982    | 67    | 125    |
| Thumpane                              | Haddapitiya       | 37.642         | 54            | 697    | 67    | 135    |
| Udadumbara                            | Kirigankubura     | 22.505         | 277           | 81     | 63    | 102    |
| Udapalatha                            | Angammana West    | 91.716         | 94            | 976    | 49    | 131    |
| Udunuwara                             | Dawulagala        | 110.905        | 68            | 1.631  | 124   | 244    |
| Yatinuwara                            | Akmimana South    | 106.027        | 72            | 1.473  | 95    | 152    |
| Distrikt Kandy                        | Kandy             | 1.375.382      | 1.940         | 717    | 1.188 | 2.758  |